# Josep Colom Alsina
Josep Colom Alsina (Súria, 12 d'agost de 1906 - Vallmoll, agost de 1936) va ser un sacerdot i poeta català que morí afusellat l'agost del 1936. Forma part dels 522 màrtirs del segle xx que l'Església catòlica va beatificar a Tarragona el 13 d'octubre del 2013.

## Formació i sacerdoci
De petit va anar a viure amb els seus pares a Casserres (Berguedà). Va estudiar al Seminari de Solsona i es va llicenciar en teologia a la Pontifícia Universitat de Tarragona. Fou ordenat sacerdot el 20 de desembre de 1931 pel cardenal Vidal i Barraquer.
Va ser sacerdot a Bràfim (Alt Camp), i vicari d'Alforja (Baix Camp) i de Santa Maria de Montblanc des de primers d'octubre de 1935. En aquesta última parròquia organitzà activitats amb joves i promogué el grup montblanquí Fra Magí Català de la Federació de Joves Cristians de Catalunya, que fundà conjuntament amb el sacerdot Dalmau Llebaria i de la que fou consiliari.

## Poeta
Fou autor dels Goigs a llaor de Sant Cristòfol (1936) i patró del barri montblanquí del mateix nom. La seva producció poètica, generalment de temàtica religiosa, és molt abundant i ha estat aplegada substancialment en un volum publicat l'any 1988 per la Parròquia de Santa Maria titulat Poesies de Mn. Josep Colom i Alsina, vicari màrtir de Montblanc. És molt coneguda la poesía El temple flamejant escrita a la presó de Montblanc els dies previs a la seva mort.

## Mort
La nit del 20 al 21 de juliol del 1936, quan ja havien estat destruïdes les capelletes dels barris de la vila, van encendre les portes de l'església parroquial de Santa Maria després d'haver-les ruixat amb gasolina. Des de dins, el vicari i el plebà tocaven la campana per a demanar auxili i aconseguien apagar el foc amb l'aigua beneïda de les piles, salvant així l'orgue barroc. Els sacerdots Dalmau Llebaria i Josep Colom van retirar el Santíssim i altres coses de valor, i, amb les portes tancades, van celebrar per última vegada la missa. Cap al tard es van refugiar tots dos a cal Tauler.
Abans de mitjanit Mn. Josep Colom va ser detingut a cal Mas, on havia anat després de la detenció de Mn. Dalmau Llebaria. A la presó de Montblanc es van retrobar tots dos. El dia 22 ingressava també a la presó Josep Roselló; el 23, el cardenal Vidal i Barraquer, i el 24, el bisbe auxiliar Manuel Borràs i Ferré. Aquí a la presó Josep Colom va ser l'encarregat de servir el Bisbe auxiliar. Resava molt i animava els altres presoners seglars a sofrir les penes del captiveri, fent-los un gran bé espiritual.
Mn. Josep Colom, d'acord amb el Comitè de Montblanc, es va oferir en lloc del caporal del sometent de Montblanc. Hi ha dos testimonis -un d'ells, Joan Martorell, que era presoner a la mateixa cel·la, i Maria Trèmol, que ho havia sentit contar diferents vegades al seu pare Sebastià (a qui Mn. Colom va donar el breviari)- que asseguren que Mn. Colom es va lliurar voluntàriament en lloc del caporal del sometent de Montblanc, perquè aquest era pare de família, i, a més, la seva esposa esperava un fill. Segons els testimonis, Mn. Colom va dir: «A mi no em fa res donar la vida, i en canvi el Sr. Foraster té els fills i la família.»
Mn. Colom es va acomiadar dels altres presos tot dient: «Adéu-siau a tots», i va sortir amb el caporal comarcal. Al pati interior de la presó es van trobar amb el caporal de Solivella, els quals van ser lligats amb cordes, i els van fer pujar al cotxe que els esperava davant la presó. Conduïts fins a Vallmoll (Baix Camp), a la carretera de la Masó, i a l'indret conegut per masia del Bordell, davant d'un marge, a uns deu metres de la carretera, van ser assassinats (ara aquí hi ha una petita creu commemorativa). Enterrats primer al cementiri de Vallmoll, després de la Guerra, l'any 1939, les despulles de Mn. Colom van ser traslladades al cementiri de Montblanc.
L'any 1988 els montblanquins li oferiren un homenatge a Casserres.